# Andreu Arriola
Andreu Arriola Madorell (Barcelona, 1956) es un arquitecto, paisajista y diseñador español. Estudió en la ETSAB, y realizó un máster en la Universidad de Columbia (Nueva York). Desde 1982 trabaja conjuntamente con su mujer, Carme Fiol.
Entre 1981 y 1988 trabajaron en el Departamento de Proyectos Urbanos del Ayuntamiento de Barcelona, donde realizaron varios parques públicos, como el de la Estación del Norte —en colaboración con la escultora Beverly Pepper— y el Central de Nou Barris. Entre 1989 y 1993 Arriola fue director asociado en el Instituto de Promoción Urbanística y Juegos Olímpicos de Barcelona'92. En 1990 recibió el Premio Prince of Wales de la Universidad de Harvard. Ha sido profesor en Róterdam, Roma y Los Ángeles, y desde 1994 en la ETSAB. También es miembro de la Cátedra J&G en la Universidad Politécnica de Cataluña.

## Obras
- Homenaje al Mediterráneo, en la Plaza Sóller de Barcelona (1983), con Josep Maria Julià, Josep Lluís Delgado, Carme Ribas y el escultor Xavier Corberó
- Parque del Molinet, Santa Coloma de Gramanet (1987)
- Parque de la Estación del Norte (1988-1992), con Enric Pericas y la escultora Beverly Pepper
- Escolares, puerta de entrada a la Biblioteca Joan Miró de Barcelona (1990), con Màrius Quintana, Beth Galí y Antoni Solanas
- Plaza de las Glorias Catalanas de Barcelona (1992), con Gaspar García, Joan Mas y Artur Juanmartí
- Parque del Mirador del Migdia, Barcelona (1992), con Beth Galí y Jaume Benavent
- El Mercadal, centro histórico de Gerona (1994)
- Fuente de la Plaza de Islandia de Barcelona (1995)
- Parque Central de Nou Barris (1997-2007)
- Museo de las Termas Romanas, San Baudilio de Llobregat (1998)
- Plaza Virrei Amat, Barcelona (1999)
- Parque lineal de la Gran Vía (2002-2007)
- Escuela Superior de Música de Cataluña, Barcelona (2004)
- Parque de bomberos, Montblanch (2005)
- Museo de la Música de Barcelona (2009)

## Premios
- Premio Prince of Wales in Urban Design, Universidad de Harvard, 1990.
- Premio Architécti, Centro Cultural de Bélem, Lisboa 1994.
- International Urban Landscape Award, Frankfurt, 2007.